# Du Collège (stanice metra v Montréalu)
Du Collège je jedna z 31 stanic oranžové linky montrealského metra (Côte-Vertu – Montmorency), jejíž celková délka je 30 km. Ve směru od Côte-Vertu je tato stanice v pořadí druhá, ve směru od Montmorency třicátá. Stanice leží v hloubce 17,1 m. Její vzdálenost od předchozí stanice Côte-Vertu činí 777,24 metrů a od následující stanice De la Savane 1 281,69 metrů.

## Historie
Stanice Du Collège byla otevřena 9. ledna 1984. Tato stanice sloužila jako konečná oranžové linky od svého otevření až do otevření dnešní konečné stanice Côte-Vertu.

## Vzhled stanice
Stanici projektovali architekti Gilles S. Bonnetto a Jacques Garand. Svá umělecká díla zde umístili Lyse Charland Favretti, Pierre Osterrath
a Aurelio Sandonato.

## Umístění
Tato stanice se nachází v západní větvi oranžové linky. Z hlediska stáří je tedy součástí druhé etapy rozšiřování této linky, která se odehrála postupně v několika fázích v letech 1980–1986.
Větší část východní větve oranžové linky byla zprovozněna v průběhu roku 1966, s výjimkou rozšíření stanice Henri-Bourassa o přídavné nástupiště v roce 2007. Jde o celkem 15 stanic východní části linky. Zbývající tři stanice postavené ve třetí fázi rozšiřování linky se všechny nacházejí za severním ramenem řeky svatého Vavřince ve městě Laval. Jsou to stanice Cartier, De la Concorde a Montmorency.